# Îles portugaises

Carte des Îles portugaises (cerclées en rouge) par opposition au Portugal continental sur la péninsule Ibérique.

Les Îles portugaises (ou Portugal insulaire) est l'expression qui désigne le territoire portugais constitués des archipels de Madère et des Açores, lesquelles forment des régions autonomes. 
Elles font le pendant au Portugal continental qui regroupe la partie continentale du pays ainsi que les petites îles proches.
Au Portugal, cette division géographique du pays est simplifiée oralement et par écrit en l'abrégeant « les Îles ».